# أوتوائية كبريتية متأكسدة
أوتوائية كبريتية متأكسدة (الاسم العلمي: Ottowia thiooxydans) هي نوع من البكتيريا، سلبية الغرام، تتبع الأوتوائيات.